# Macairea parviflora
Macairea parviflora là một loài thực vật có hoa trong họ Mua. Loài này được Benth. mô tả khoa học đầu tiên.